# 埔里副產加工廠

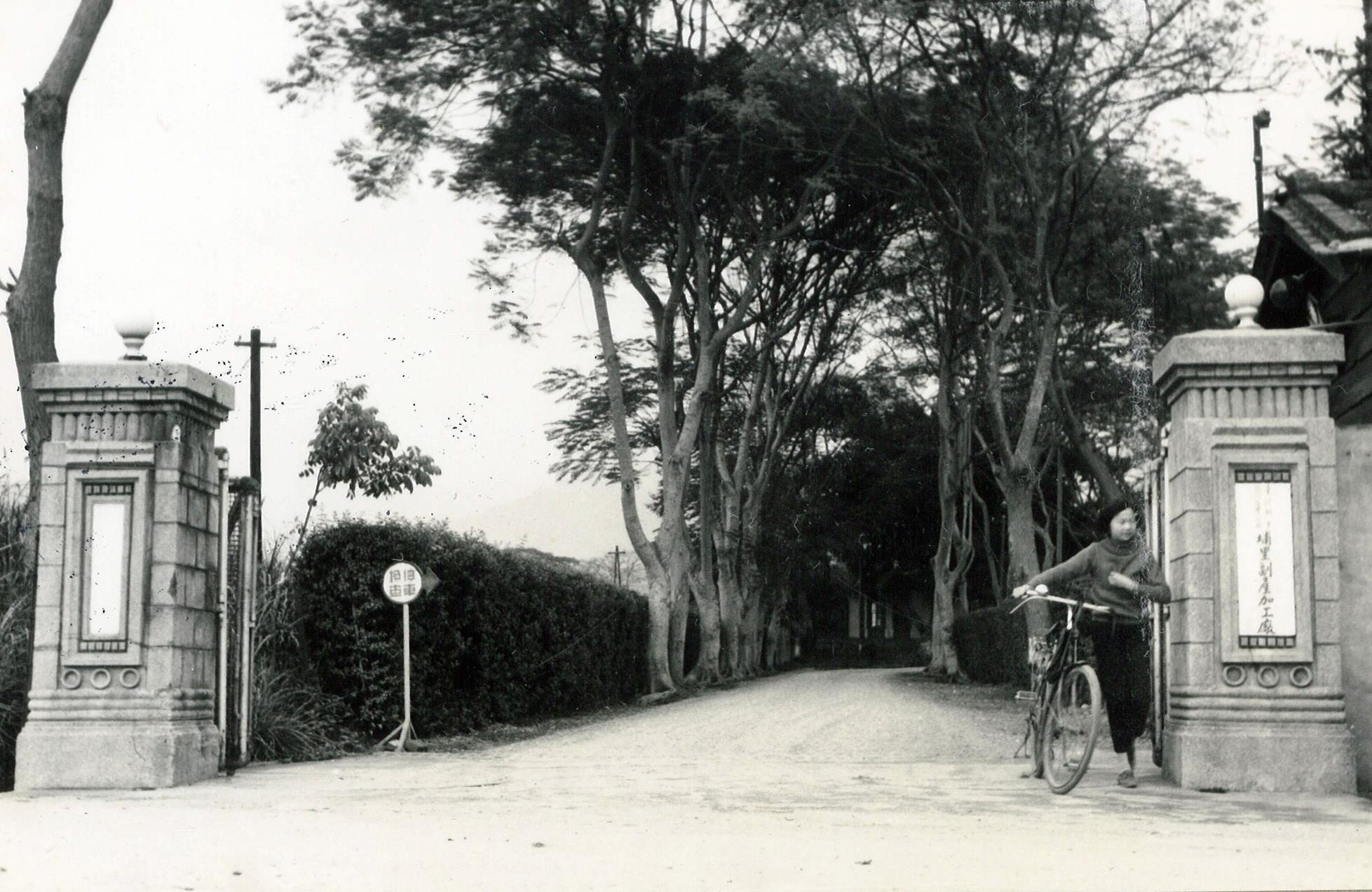
台糖埔里副產加工廠

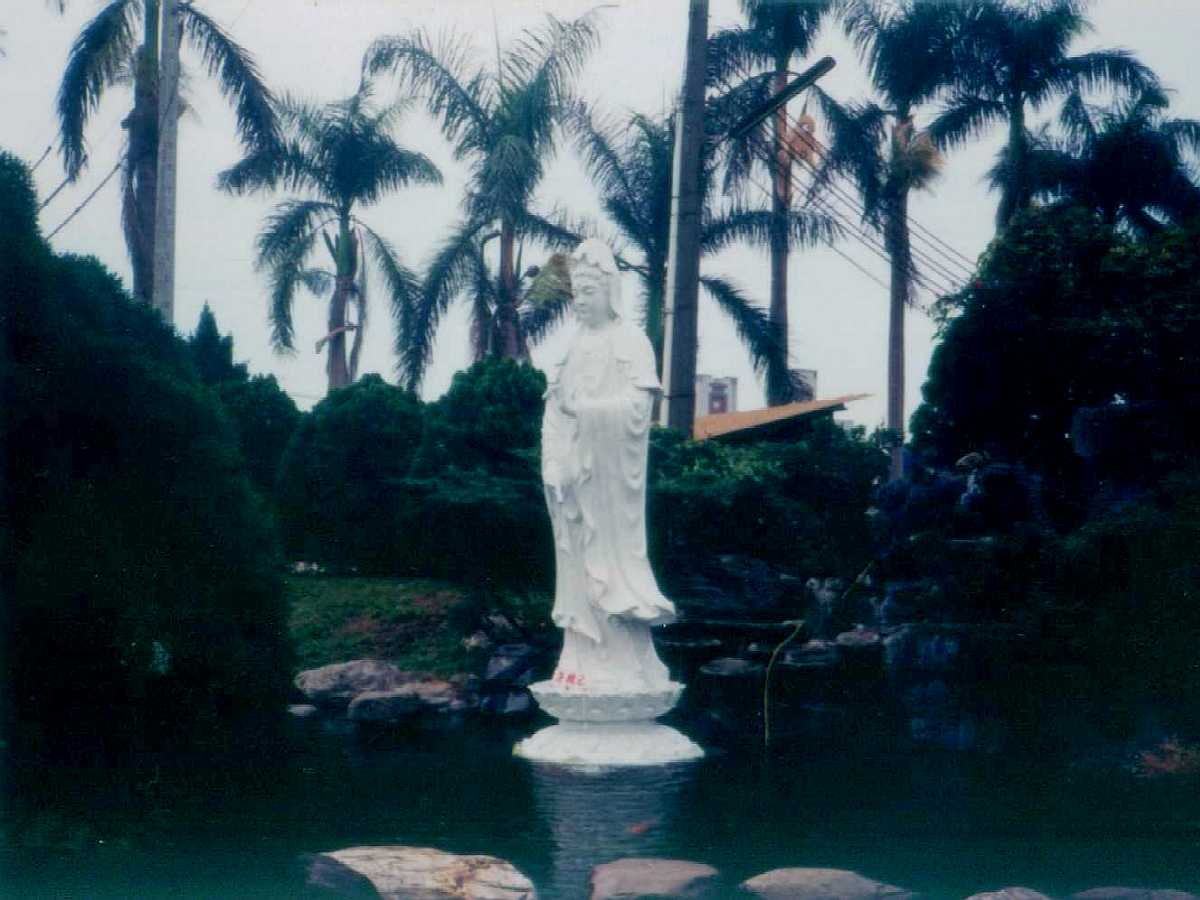
埔里食品部庭園

埔里副產加工廠，是一座位於南投縣埔里鎮的台灣糖業股份有限公司工廠。

## 簡介
埔里副產加工廠之廠區位於埔里酒廠後方，目前已無繼續生產，占地面積約7.67公頃。

## 歷史沿革

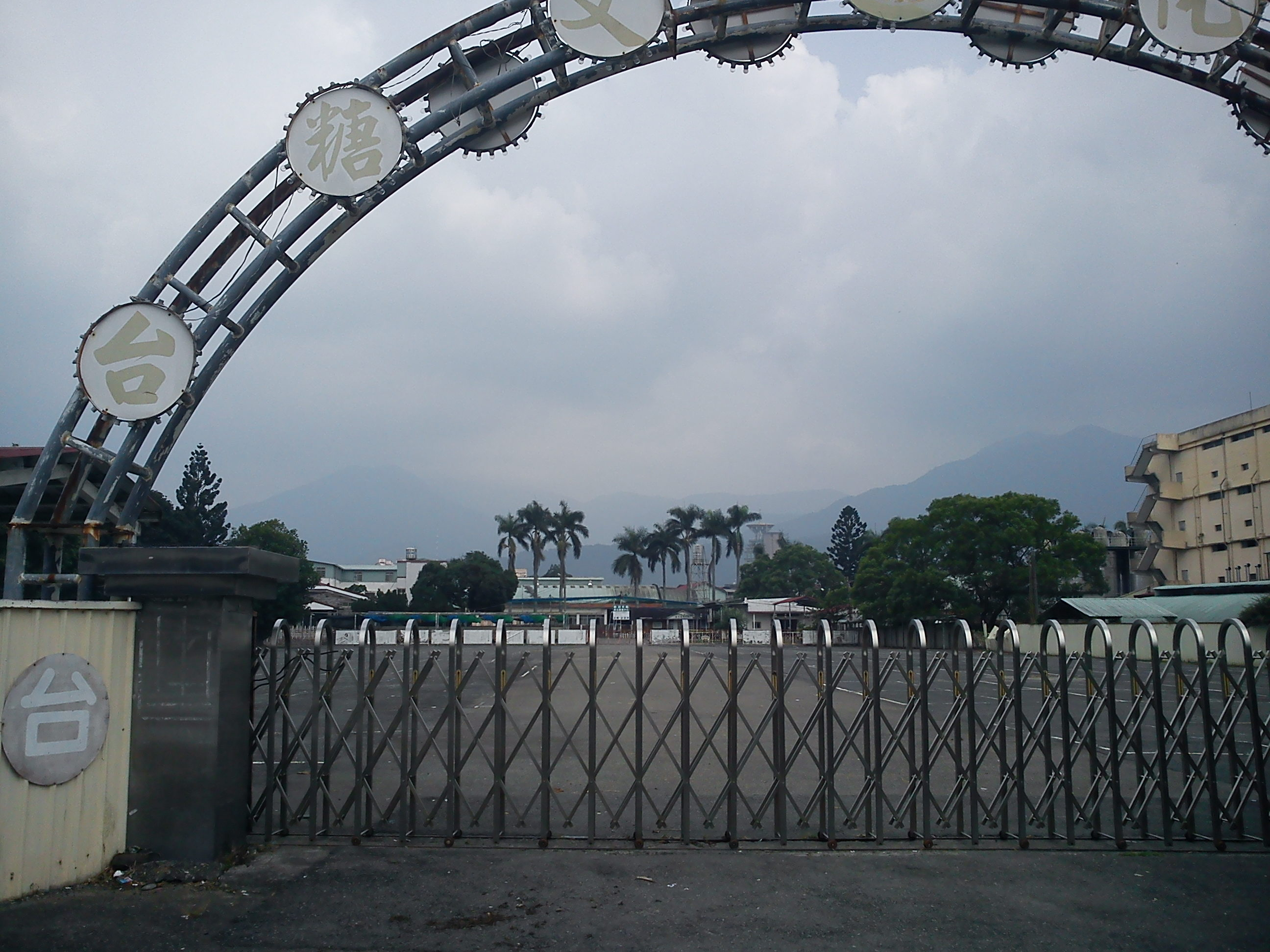
埔里台糖閒置土地，埔里酒廠位於右後方

1954年，埔里社製糖所停閉後，改制為埔里副產加工廠，成立樹薯粉工場，年產量最高曾經達到4,000噸，並於後來陸續增建飼料、畜殖場、麥芽糖、乳品及礦泉水等工廠。
1980年，7月設立精製麥芽糖工廠。
1983年，PE網室建造完成，生產清潔蔬菜。
1991年，7月，公司調整各糖廠及單位組織架構，埔里副產加工廠之業務除了礦泉水工廠併至商品行銷事業部外，其餘皆併入溪湖糖廠（台中區處），同時成立副產處埔里食品部。
1994年，7月1日更名為產品開發處埔里食品部。
2014年，推出土地資產活化計畫(鄰埔里酒廠約7.25公頃)，舉辦說明會，並進行招商作業。

## 外部連結
台糖全球中文入口網（页面存档备份，存于）